# Darling
Darling е вторият EP албум на австралийската певица Кайли Миноуг.

## Списък с песните
1. I Believe in You (на живо) – 3:24
2. In Your Eyes (на живо) – 3:08
3. Slow (на живо) – 3:20
4. Loving Days – 4:24
5. Burning Up – 3:59